# Maros-Magyar Autonóm Tartomány

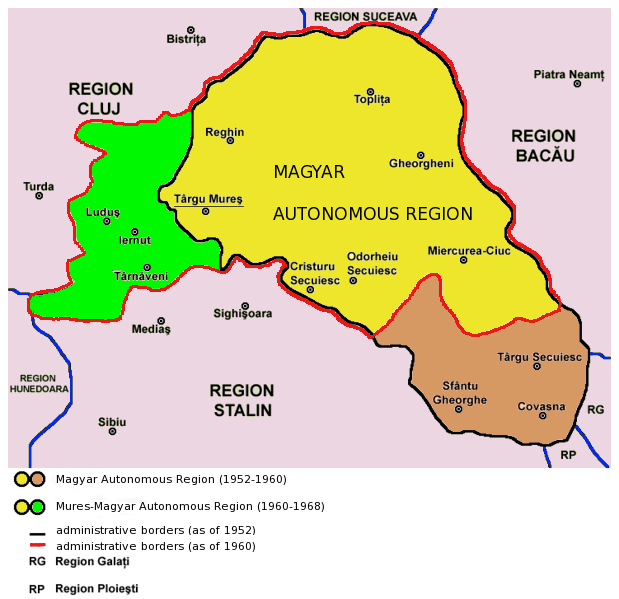
A Magyar Autonóm Tartomány 1952 és 1960, illetve a Maros–Magyar Autonóm Tartomány 1960 és 1968 között

A Maros–Magyar Autonóm Tartomány (MMAT, románul: Regiunea Mureş–Autonomă Maghiară) 1960. decemberben jött létre Romániában, miután módosították az alkotmányt, és a közigazgatást újjászervezték. A MMAT elődje a Magyar Autonóm Tartomány (MAT) volt, amelynek határait módosították: néhány délnyugati településsel egészítették ki, azonban Székelyföld déli része (Sepsiszentgyörgy rajon és Kézdivásárhely rajon; ma nagyrészt Kovászna megye) visszakerült a Sztálin tartományból lett Brassó tartományhoz. Az 1968-as megyerendezéssel szüntették meg, területén ekkor nagyrészt a mai Maros és Hargita nevű megyék jöttek létre.
A magyarok (székelyek) aránya az újonnan kialakított MMAT-ban, szemben a MAT-ban meglévő 77,3%-ról, 62%-ra csökkent.

## Története

Románia közigazgatási beosztása 1960 és 1968 között

### Az MMAT megalakulása
A magyarországi 1956-os forradalom eseményei megrázták a román politikát és a MAT kulcspozícióit fokozatosan románok kaparintották meg. A politikai érdekeket az szolgálta, hogy meggyengüljön a magyarság, ezért párthatározattal, gazdasági érdekekre hivatkozva végezték az átszervezést. A magyarság arányát a tartományon belül úgy rontották le, hogy a MAT déli részét, Sepsiszentgyörgy és Kézdivásárhely körzeteket (rajonokat) Brassó tartományhoz csatolták, illetve Udvarhely körzettől 9 település (az egykori Bardóc fiúszék) Sepsiszentgyörgy körzetbe került, Háromszék elcsatolásával megbontották Székelyföld közigazgatási viszonyait. Ugyanakkor a MMAT nyugati határát a mezőségi és a Kis-Küküllő menti vegyes vagy többségében románok lakta falvakkal bővítették. Kolozs tartományból a marosludasi körzetet szinte egészében, a megszüntetett Nagysármás körzet falvainak többségét átcsatolták, nagyobbrészt Marosludas, kisebbrészt Szászrégen körzetet növelték. A MMAT-hoz került Sztálin tartományból Dicsőszentmárton körzet zöme. A MMAT nevében szereplő autonóm jelző névleges lett, mivel a magyar és a román többségű körzetek előző 8:2 arányát 4:4-re módosították. Az új tartományt az 1960. december 27-i 3. törvénnyel hozták létre.

### Az MMAT etnikai összetétele
A Marosvásárhely központtal létrehozott MAT területén a magyarság aránya 77,3%-ot meghaladta, de az átszervezéssel ez az arány lecsökken 62%-ra. Míg a MAT területén a magyarok száma meghaladta az 564 000-et, addig a Maros–Magyar Autonóm Tartomány területén a magyarok száma 473 000-re csökkent, a románok száma 147 000-ről 266 000-re nőtt, az adminisztratív intézkedések nyomán.

### Az MMAT megszüntetése
1967 októbere és 1968 februárja között a román belpolitikában viták zajlottak, amelynek következtében a közigazgatást ismét átszervezték, a tartományokat megszüntették. A Maros-Magyar Autonóm Tartomány helyét – 1968. február 16-ai hatállyal – három megye (Hargita, Maros és Kovászna) vette át, ezzel véget ért az autonóm magyar közigazgatási területek 16 éves hagyománya Romániában.

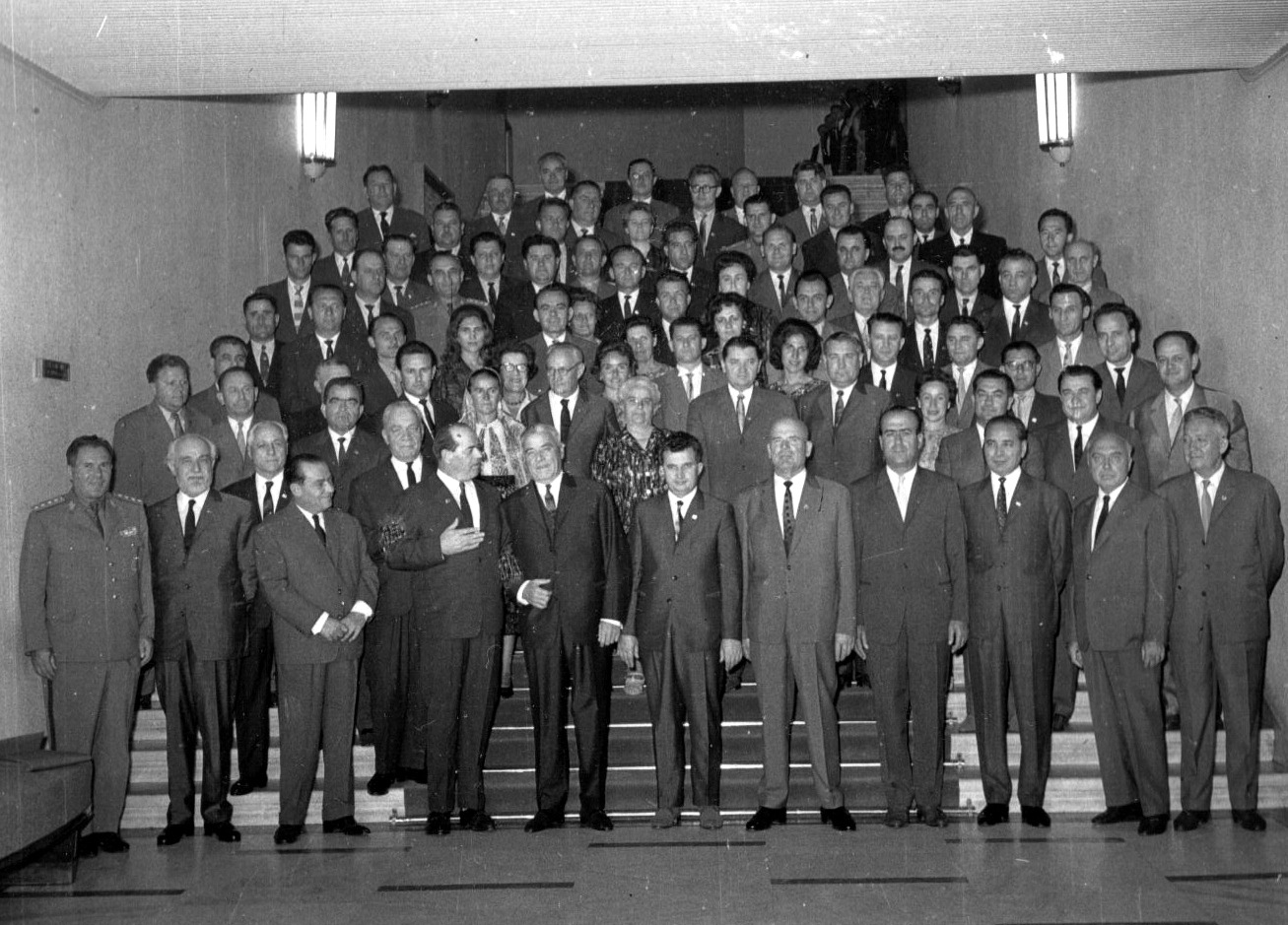
A Maros Magyar Autonóm Tartomány küldöttsége a Román Kommunista Párt IX. kongresszusán, 1965-ben. Az első sorban többek közt Nicolae Ceaușescu, Ion Gheorghe Maurer és Chivu Stoica.

Az MMAT megszüntetése ellen nem volt különösebb tiltakozás. A vita felső szinten azon folyt, hogy létrehozzanak-e egy nagy székely megyét, vagy visszatérjenek az 1952 előtti megyerendszerhez. A román pártvezetés által készített első tervezet 35 megyét és 20 municípiumot hozott volna létre, figyelembe véve a térségek földrajzi, gazdasági adottságait, a lakosság etnikai összetételét, a kulturális, történelmi hagyományokat, és az adott térség településszerkezetét. De annak ellenére, hogy maga Ceaușescu is támogatta a nagy székely megye ötletét, végül kis székely megyék lettek megalakítva, pedig többek közt Chivu Stoica úgy érvelt, hogy a Székelyfölddel való külön bánásmód ellenséges érzelmeket és fokozott nacionalizmust gerjesztene a románság és követelőzést más régiók magyar lakosságának körében:
ha több megyét hozunk létre a Székelyföldön, ez különböző vitákra ad lehetőséget, mert más településeken is élnek kompakt tömbben magyarok, és azok is feltennék a kérdést, hogy miért csak ott [Székelyföldön] hoznak létre több megyét.

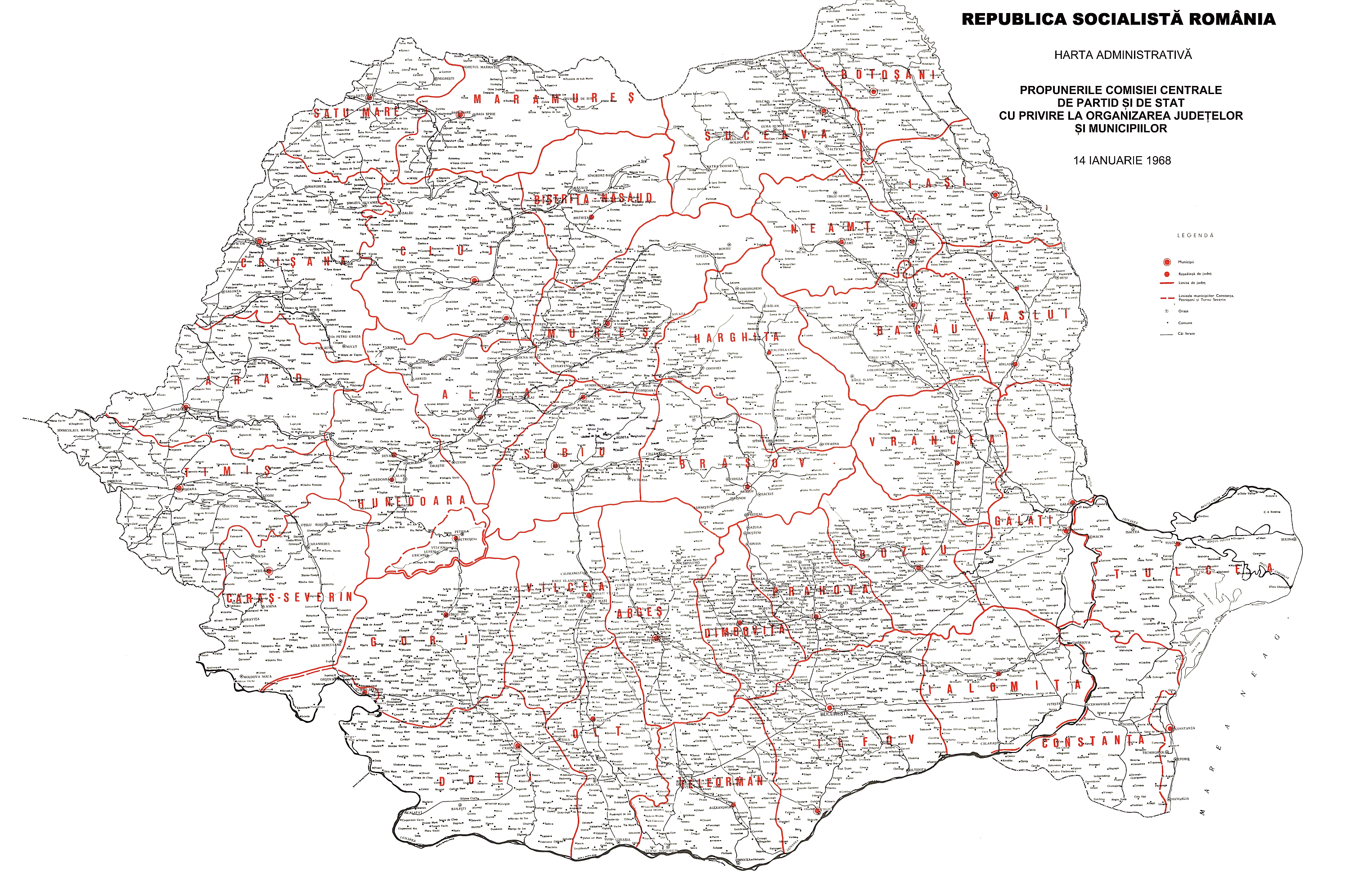
Románia közigazgatási újjászervezésének terve 1967-68-ban a „nagy székely megyével”

Az első tervezet a Székelyföldet az Udvarhely-Csík elnevezést kapó, „nagy székely megye” és Maros megye között osztotta volna fel úgy, hogy a régió nagy része a 7459 négyzetkilométer kiterjedésű Udvarhely-Csík megyéhez került volna. A tervezett megyehatár északon a Gyergyói-medencével kezdődött, délen pedig Kézdivásárhely és Sepsiszentgyörgy rajonnal zárult. Tervezett megyeközpontként a központi fekvésű, de Székelyudvarhelynél és Sepsiszentgyörgynél kisebb Csíkszereda volt megjelölve. A „nagy székely megye” 364 196 lakost számlált volna egy közel 95%-os (342 044) magyar többséggel.
Az egyik pártértekezleten például Alexandru Drăghici volt belügyminiszter a következőket jelentette ki:
Véleményem szerint alaptalan volt Kézdivásárhely rajonhoz csatolnunk a három bodzafordulói román többségű községet csak azért, hogy javítsunk a rajon nemzetiségi összetételén. Azon a véleményen vagyok, hogy ne hozzunk létre mesterséges szerkezeteket. Ha valóban fel akarjuk számolni azt a gettót (NB: Székelyföldet), iparosítanunk kell.
Ugyancsak ő mondta el a következőket:
Ceaușescu elvtárssal Csíkszentmártonban, egy magyar településen voltunk látogatóban, ahol nagyon szívélyesen fogadtak. Ceaușescu elvtárs beszédét nem fordították, így az emberek semmit sem értettek meg ebből. Én erről csak sokkal később értesültem. Kérdem én, miért nem szereztünk pontos információkat? Így semmi értelme annak, hogy beszélünk, és az emberek semmit sem értenek… aztán még voltak román népviseletbe öltözött lányok is, akikről kiderült, hogy egy mukkot sem tudnak románul.
Fazekas János, a RKP Végrehajtó Bizottságának 1967. december 30-i ülésén két újabb javaslattal állt elő: az új székely megye elnevezéséről és székhelyéről. Megyeszékhelynek a székelység hagyományos fővárosát, Udvarhelyt ajánlotta. A kezdetben hangoztatott Udvarhely-Csík elnevezés helyett pedig a Hargitát javasolta, a térség meghatározó hegysége után. A Végrehajtó Bizottság mindkét javaslatot elfogadta.
Miután eldőlt, hogy nem lesz „nagy székely megye”, alsóbb szinten megindult a lobbizás, például azért, hogy hol legyen Hargita megye székhelye. Csíkszeredában tüntetésekre került sor azért, hogy Hargita megye székhelye ott legyen, és ne Székelyudvarhelyen. 1968. február 13-án Csíkszeredában utcai megmozdulások voltak – ami hosszú időre egyedi esetnek számított –, a városból és a környéki falvakból szervezetten vagy spontán módon érkező emberek a pártbizottság épülete elé vonultak, azt skandálva, hogy „Udvarhelyre nem megyünk, aszalt szilvát nem eszünk!”. A tüntetés éjszaka és másnap is folytatódott, ezért Bukarestből Gere Mihály és Vasile Patilineț kiszálltak, hogy tárgyaljanak a helyiekkel. Közben katonai egységek is érkeztek, és felmerült a tömeg erőszakos szétoszlatásának lehetősége is. Végül a tüntetők helyi vezetőkből álló küldöttségét (Orbán István, Csík rajon Néptanácsa Végrehajtó Bizottságának titkára, Munteanu Ovidiu, a csíkszeredai Fafeldolgozó Üzem igazgatója, Pataki Imre közgazdász, János Pál iskolaigazgató) fogadta maga Nicolae Ceaușescu országos első titkár és a kíséretében lévő pártvezetők (Ion Gheorghe Maurer, Fazekas János, Vasile Patilineț), és a tárgyalások eredményeként Hargita megye székhelye Csíkszereda lett. Székelyudvarhely megyei jogú város (municípium) rangot kapott.
A másik vitatott téma az volt, hogy Sepsiszentgyörgy rajon és Kézdivásárhely rajon Brassó megyéhez tartozzanak-e, vagy önálló megyét alkossanak. Végül a „nagy székely megye” Brassó által is igényelt területei (Sepsiszentgyörgy és Kézdivásárhely rajon) egyfajta kompromisszumként, egyik megyéhez sem kerültek, hanem kisebb módosításokkal, Sepsiszentgyörgy központtal megalakult Kovászna megye, amely területe az egykori Háromszék vármegye és az eredetileg Udvarhely vármegyéhez tartozó egykori Bardócszék (a MMAT létrehozásakor került Sepsihez) területét foglalta magába. Ez fontos volt, mert így Kézdivásárhely és Sepsiszentgyörgy térsége nem került Brassóhoz, hanem egy kisebb, de magyar többségű megyébe tömörült. Mind a pártvezetés, mind a Brassó tartományi és a sepsiszentgyörgyi rajoni vezetés ugyanis ezt tartotta gazdaságilag indokoltnak. Ez a megoldást mindenképp jelentős sikerként könyvelhette el a székelység, mivel ez esetben, ha csak mérsékelten is, de a nemzetiségi kritériumok megelőzték a gazdaságiakat, ugyanis ez a térség a MAT részét képezte 1952 és 1960 között.

## Újabb fejlemények
A 2000-es évek elején a magyar, pontosabban a székely autonóm tartomány ismételt létrehozásának óhaját az EMNT és az SZNT vetette fel újból. 2004. március 1-jén négy RMDSZ képviselő törvényjavaslatot terjesztettek be ennek céljából Románia parlamentje elé. A törvényjavaslatot a képviselőház és a szenátus is megvitatás nélkül elutasította.